# Kammeltal
Kammeltal település Németországban, azon belül Bajorországban. Lakosainak száma 3327 fő (2023. december 31.). Kammeltal Kötz és Ichenhausen községekkel határos.

## Népesség
A település népessége az elmúlt években az alábbi módon változott:
| Lakosok száma | 3211 | 3155 | 3307 | 3287 | 3274 | 3289 | 3290 | 3310 | 3340 | 3327 |
|               | 1970 | 1975 | 2011 | 2012 | 2014 | 2015 | 2017 | 2019 | 2022 | 2023 |